# 리만 곡면
복소해석학에서 리만 곡면(Riemann曲面, 영어: Riemann surface)은 1차원 복소다양체이다. 
이러한 곡면은 베른하르트 리만이 처음 연구하였으며 리만의 이름을 따서 명명되었다. 리만 곡면은 복소 평면을 변형한 버전으로 생각할 수 있다. 모든 점의 이웃에서 국소적으로 복소 평면의 좌표 조각처럼 보이지만 전체 위상은 상당히 다를 수 있다. 예를 들어 구, 원환면 또는 복소평면 여러 장을 함께 붙인 것처럼 보일 수 있다.
리만 곡면의 주요 관심사는 정칙 함수가 그들 사이에 정의될 수 있다는 것이다. 리만 곡면은 오늘날 이러한 함수, 특히 제곱근 및 기타 대수 함수 또는 로그와 같은 다가 함수의 전역적 성질을 연구하기 위한 자연스러운 설정으로 본다.
모든 리만 곡면은 2차원 실해석 다양체 (즉, 곡면)이지만 정칙 함수의 명확한 정의에 필요한 더 많은 구조(특히 복소 구조)를 포함한다. 2차원 실수 다양체는 방향을 정할 수 있고 거리화 할 수 있는 경우에만 리만 곡면(보통 몇 가지 동치인 방식들로)으로 전환될 수 있다. 따라서 구와 원환면은 복소 구조를 줄 수 있지만 뫼비우스의 띠, 클라인 병, 실 사영 평면은 그렇지 않다.

## 정의
리만 곡면은 복소 차원이 1차원인 복소다양체이다. 즉, 복소 구조가 주어진 2차원 매끄러운 다양체이다.
이와 동등하게, 리만 곡면을 2차원 유향 등각다양체(orientable conformal manifold)로 정의할 수 있다. 등각 계량(conformal metric)은 바일 변환에 대한 리만 계량 텐서의 동치류이며, 등각다양체는 등각 계량을 갖춘 매끄러운 다양체이다. 2차원에서, 향이 주어진 등각 구조는 복소 구조와 동형이다. 그러나 이 동형은 고차원에서는 성립하지 않는다.

## 예제
- 복소평면과 리만 구는 리만 곡면이다.
- 주어진 리만 곡면의 열린집합은 리만 곡면을 이룬다.
- 콤팩트 리만 곡면은 특이점이 없는 복소 사영 대수 곡선과 같다.

## 해석학 대 대수학
상수 함수가 아닌 유리형 함수의 존재는 임의의 콤팩트 리만 곡면이 사영 다형체임을 보여주기 위해 사용될 수 있다. 즉, 사영 공간 내부의 다항 방정식으로 주어질 수 있다. 실제로, 모든 콤팩트 리만 곡면은 복소 사영 3-공간에 몰입 될 수 있음을 보여줄 수 있다. 이것은 놀라운 정리이다. 리만 곡면은 국소적 좌표 조각에 의해 제공된다. 하나의 전역 조건, 즉 콤팩트 조건이 추가되면 곡면은 필연적으로 대수적이다. 리만 곡면의 이러한 특징을 통해 해석 또는 대수기하학의 방법으로 곡면을 연구할 수 있다. 고차원 대상에 대한 해당 설명은 거짓이다. 즉, 대수적이지 않은 콤팩트 복소수 2-다양체가 있다. 다른 한편으로 모든 사영 복소 다양체는 반드시 대수적이다.(저우 정리 참조)
예를 들어 원환면 {\displaystyle T:=\mathbb {C} /(\mathbb {Z} +\tau \mathbb {Z} )}를 고려하자. 격자 {\displaystyle \mathbb {Z} +\tau \mathbb {Z} }에 포함되는 바이어스트라스 함수 {\displaystyle \wp _{\tau }(z)}는 T 위에서 정의되는 유리형 함수이다. 이 함수와 그 미분 {\displaystyle \wp _{\tau }'(z)}는 T의 함수체를 생성한다. 또한 다음이 성립한다:
{\displaystyle [\wp '(z)]^{2}=4[\wp (z)]^{3}-g_{2}\wp (z)-g_{3},}
여기서 계수 g2와 g3은 τ에 의존하므로 대수 기하학의 의미에서 타원 곡선 Eτ를 제공한다. 이를 뒤집는 것은 j-불변량 j(E)에 의해 수행되며, 이는 τ및 원환면를 결정하는 데 사용할 수 있다.

## 리만 곡면의 분류
모든 리만 곡면 집합은 쌍곡선, 포물선 및 타원 리만 곡면의 세 부분 집합으로 나눌 수 있다. 기하학적으로 이들은 음수, 영 또는 양수 단면 곡률을 갖는 곡면에 해당한다. 즉, 연결된 모든 리만 곡면 {\displaystyle X} 일정한 곡률이 다음과 같은 독특한 완비 2차원 실수 리만 계량을 인정한다 {\displaystyle -1,0} 또는 {\displaystyle 1} 이는 리만 곡면으로서의 구조에 의해 결정되는 리만 계량의 등각 동치류에 속한다. 이것은 등온 좌표의 존재 결과로 볼 수 있다.
복소 해석 용어에서 푸앵카레–쾨베 균일화 정리(리만 사상 정리의 일반화)는 모든 단순 연결된 리만 곡면이 다음 중 하나와 등각적으로 동등하다고 말한다.
- 리만 구 {\displaystyle {\widehat {\mathbb {C} }}:=\mathbb {C} \cup \{\infty \}}, 이는 {\displaystyle \mathbb {P} ^{1}(\mathbb {C} )}
- 복소 평면 {\displaystyle \mathbb {C} }
- 열린 원판 {\displaystyle \mathbb {D} :=\{z\in \mathbb {C} :|z|<1\}} 이것은 상반면과 동형이다. {\displaystyle \mathbb {H} :=\{z\in \mathbb {C} :\mathrm {Im} (z)>0\}}.

리만 곡면은 그것의 보편 덮개가  {\displaystyle \mathbb {P} ^{1}(\mathbb {C} )}, {\displaystyle \mathbb {C} } 또는 {\displaystyle \mathbb {D} }와 동형인지 여부에 따라 타원, 포물선 또는 쌍곡선이다. 각 종류의 원소는 더 정확한 설명을 허용한다.

### 타원 리만 곡면
리만 구 {\displaystyle \mathbb {P} ^{1}(\mathbb {C} )}가 유일한 예인데, 자유롭고 적절하게 불연속적으로 쌍정칙 변환에 의해 그것에 작용하는 군이 없기 때문에, 보편 덮개가 {\displaystyle \mathbb {P} ^{1}(\mathbb {C} )}과 동형인 리만 곡면 그 자체가 그것과 동형적이어야 한다.

### 포물 리만 곡면
만약에 {\displaystyle X}가 복소 평면 {\displaystyle \mathbb {C} }에 대해 동형인 보편 덮개의 리만 곡면이면, 다음 곡면 중 하나와 동형이다.
- {\displaystyle \mathbb {C} }
- 몫 {\displaystyle \mathbb {C} /\mathbb {Z} }
- 몫 {\displaystyle \mathbb {C} /(\mathbb {Z} +\mathbb {Z} \tau )}. 여기서 {\displaystyle \tau \in \mathbb {C} }, {\displaystyle \mathrm {Im} (\tau )>0}.

위상 수학적으로는 평면, 원통 및 원환면의 세 가지 유형만 있다. 그러나 전자의 두 경우에서 (포물) 리만 곡면 구조는 고유하지만 매개변수 {\displaystyle \tau }를 변경한다. 세 번째 경우는 동형이 아닌 리만 곡면을 제공한다. 매개변수 {\displaystyle \tau }에 의한 설명은 "표시된" 리만 곡면의 타이히뮐러 공간을 제공한다(리만 곡면 구조에 추가하여 원환면에 대한 고정된 동형으로 볼 수 있는 "표시"의 위상 데이터를 추가한다). 해석 모듈라이 공간을 얻으려면(마킹을 잊음) 사상류 군에 의해 타이히뮐러 공간의 몫을 취한다. 이 경우 모듈러 곡선이다.

### 쌍곡 리만 곡면
나머지 경우에는 {\displaystyle X}가 푹스 군에 의한 상반면의 몫과 동형인 쌍곡 리만 곡면이다(이것은 곡면에 대한 푹스 모형이라고도 함). {\displaystyle X}의 위상수학적 유형은 원환면과 구를 제외한 모든 유향 곡면이 될 수 있다.
{\displaystyle X}가 콤팩트인 경우 특히 흥미롭다. 그런 다음 위상 유형은 종수 {\displaystyle g\geq 2}으로 설명된다. 타이히뮐러 공간과 계수 공간은 {\displaystyle 6g-6} -차원이다. 유한 유형의 리만 곡면(닫힌 곡면에서 유한한 수의 점을 뺀 동형)의 비슷한 분류가 주어질 수 있다. 그러나 일반적으로 무한 위상 유형의 리만 곡면의 모듈라이 공간은 너무 커서 그러한 설명을 허용할 수 없다.

## 성질
모든 2차원 가향 매끄러운 다양체는 복소 구조를 가져 리만 곡면을 이룰 수 있고, 그 역도 성립한다. 예를 들어, 뫼비우스의 띠나 2차원 실수 사영 공간은 향을 줄 수 없으므로 복소 구조를 가질 수 없지만, 2차원 원환면이나 구, 평면은 복소 구조를 가진다.
주어진 2차원 매끄러운 다양체는 보통 여러가지의 복소 구조를 지닐 수 있다. 주어진 2차원 매끄러운 다양체가 가질 수 있는 복소 구조의 집합은 대수적인 구조를 지니고, 이를 모듈라이 공간이라고 한다. 예를 들어, 원환면의 모듈라이 공간은 {\displaystyle \mathbb {C} /\operatorname {SL} (2,\mathbb {Z} )}이다. 종수가 {\displaystyle g>1}인 경우, 모듈라이 공간의 차원은 {\displaystyle 3g-3}이다.

### 리만 곡면의 자기동형사상
리만 곡면의 자기동형군은 다음과 같다.
- 종수(genus) 0:
  - 리만 구면의 자기 동형 사상은 뫼비우스 변환이다.
  - 구멍을 뚫은 리만 구면의 자기 동형 사상은 구멍들을 보존하는 뫼비우스 변환이거나 아니면 구멍들을 서로 바꾸는 뫼비우스 변환이다.
  - 열린 반평면(또는 열린 원판)의 자기 동형 사상은 실수 계수의 뫼비우스 변환 {\displaystyle \operatorname {PSL} (2,\mathbb {R} )}이다.
  - 원환(annulus) {\displaystyle \{a<|z|<1\}}의 자기 동형 사상은 회전 {\displaystyle z\mapsto \exp(i\theta )z} 또는 반전 {\displaystyle z\mapsto a/z}이다. 이 사실은 프리드리히 쇼트키(Friedrich Hermann Schottky)가 1877년에 증명하였다.[1]
- 종수 1:
  - 대부분의 복소 원환면의 자기동형군은 평행이동 {\displaystyle U(1)\times U(1)}과 180° 회전으로 생성된다. 다만, 수직(90°) 격자에 의하여 생성되는 복소 원환면의 경우 90° 회전도 자기 동형 사상을 이루고, 정육각형(60°) 격자에 의하여 생성되는 원환면의 경우 60° 회전도 자기 동형 사상을 이룬다.[2]
- 종수 {\displaystyle g\geq 2}인 경우, 자기동형군은 유한군이며, 그 크기는 {\displaystyle 84(g-1)} 이하이다. 이를 후르비츠 자기동형사상 정리라고 하며, 아돌프 후르비츠(독일어: Adolf Hurwitz)가 증명하였다.

## 같이 보기
- 복소다양체
- 켈러 다양체
- 리만-로흐 정리
- 균일화 정리